# Barnkrug
Barnkrug ist ein Ortsteil der Gemeinde Drochtersen im niedersächsischen Landkreis Stade.

## Geografie und Verkehrsanbindung
Der Ort liegt südöstlich des Kernbereichs von Drochtersen an der Landesstraße L 111 zwischen Assel und Bützfleth.  
Die Elbe fließt östlich. Östlich verläuft auch die Landesgrenze zu Schleswig-Holstein. 
Zusammen mit Krautsand, Drochtersen und Dornbusch wird der Ort durch das Ruthenstromsperrwerk, das im Jahr 1978 in Betrieb genommen wurde, vor dem Hochwasser der Elbe geschützt.
Nordwestlich liegt das Naturschutzgebiet Asseler Sand.